# Guibemantis woosteri
A Guibemantis woosteri  a kétéltűek (Amphibia) osztályába és  a békák (Anura) rendjébe aranybékafélék (Mantellidae) családjába tartozó faj. 

## Előfordulása
Madagaszkár endemikus faja. A típuspéldányt a sziget északkeleti részén a Marojejy Nemzeti Parkban, 1326 m-es tengerszint feletti magasságban figyelték meg.

## Természetvédelmi helyzete
A vörös lista jelenleg nem tartja nyilván.